# مغالطة الناقد الخائن
مغالطة الناقد الخائن أو، باللاتينية، ergo decedo (ارحل إذاً)، تعدّ صنفاً من المغالطات الشائعة. غالبا مايتمّ استخدام هذه المغالطات للردّ والتعامل مع نقدٍ داخليّ (مصدره من داخل المؤسسة التي تتعرّض للنقد). تتّسم هذه المغالطة بنسب سبب النقد إلى العلاقة التبعيّة المعتقدة عن الناقد بدلاً من التعامل مع النقد بحدّ ذاته، وهذا ما يجعلها قريبة من مغالطة القدح الشخصيّ. الاختلاف بينهما يكمن في اعتبار الناقد، بسبب نقده، دخيلا خارجيّا ولذلك يجب عليه الرّحيل بعيداً.

## في السياسة
يتمّ استعمال هذه المغالطة في النقاشات السياسيّة في وجه النقد ذو المصدر داخليّ، بينما يتمّ استخدام مغالطات أخرى، كمغالطة التوسل بالنفاق في وجه النقد ذو المصدر الخارجيّ.

## أمثلة
النّاقد: «أعتقد أنّه علينا العمل على تحسين نظام الضرائب في الولايات المتّحدة الأمريكية. لدينا عدّة مشاكل كانت قد تمّكنت دول أخرى ككندا أو في أوروبا من حلّها.»

الرّد: «إن لم يكن نظامنا الضرائبيّ يعجبك، إذاً لماذا لا ترحل إلى مكان أفضل باعتقادك؟»
النّاقد: «الجوّ السياسيّ في روسيا غير صالح لقيام نقاشٍ بنّاء من أجل تحسين مستقبل البلد.»

الرّد: «إن لم يكن يعجبك النظام السياسيّ هنا، إذاً فلترحل إلى مكان آخر!»